# Ives Peak
Der Ives Peak (7.920 ft (2.414 m)) ist ein Berg in den Goat Rocks auf der Grenze zwischen dem Lewis County und dem Yakima County im US-Bundesstaat Washington. Der Ives Peak liegt innerhalb der Goat Rocks Wilderness. An seinem Osthang befindet sich der McCall-Gletscher. Außerdem verläuft der Pacific Crest National Scenic Trail in der Nähe des Westhangs des Berges.